# Morte a credito
Morte a credito (in francese: Mort à crédit) è il secondo romanzo di Louis-Ferdinand Céline, pubblicato nel 1936. È considerato uno dei capolavori della letteratura francese del Novecento.
Antefatto del romanzo Viaggio al termine della notte, racconta l'infanzia del personaggio Ferdinand Bardamu - alter ego dell'Autore - nel Passage Choiseul, le esperienze familiari, scolastiche, erotiche, di viaggio e di lavoro, terminando con il suo arruolamento nell'esercito per la prima guerra mondiale. Il romanzo è una presa di distanza dalla vita, diversa da quello che l'uomo crede che sia: alla fine la vita ci porta a conquistare quell'unico credito che siamo sicuri di poter riscuotere: la morte.
Céline dà vita in questo romanzo a un'impressionante galleria di falliti e disadattati, tra cui padre Gorloge, il signor Merrywin, senza dimenticare i genitori dell'autore, e in particolare l'inventore Roger-Marin Courtial des Pereires e sua moglie. Forse il personaggio più memorabile dell'opera di Céline (dopo Ferdinand Bardamu e gli altri alter ego dell'autore), Courtial, uno studioso stravagante ma universale - e una figura allo stesso tempo geniale e grottesca - è ispirato a Raoul Marquis (più noto come Henry de Graffigny), che Céline ha conosciuto alla fine della prima guerra mondiale, quando entrambi furono assunti dalla Fondazione Rockefeller e fecero assieme un viaggio in Bretagna per la campagna di prevenzione della tubercolosi.
In Italia arriva con molto ritardo, nella traduzione di Giorgio Caproni per l'editore Garzanti, solo nel 1964. 

## Edizioni italiane
- Morte a credito. Romanzo, Saggio critico di Carlo Bo, Versione di Giorgio Caproni, Milano, Garzanti, 1964, Collana «Romanzi moderni» [edizione censurata].
- Morte a credito, Saggio critico di Carlo Bo, Versione di Giorgio Caproni, Milano, Garzanti, 1981, Collana «Narratori moderni» [edizione censurata].
- Morte a credito, Traduzione di Giorgio Caproni, Introduzione di Sebastiano Vassalli, Milano, Mondadori, 1987, Collana «Oscar» n. 1947.
- Morte a credito. Romanzo, Saggio critico di Carlo Bo, Traduzione di Giorgio Caproni, Milano, TEA, 1997.
- Morte a credito. Romanzo, Introduzione di Giovanni Raboni, Traduzione di Giorgio Caproni, Milano, Corbaccio, 2000.